# Linnaemya argyrozona
Linnaemya argyrozona là một loài ruồi trong họ Tachinidae.